# PVK Jadran Herceg Novi
A PVK Jadran Herceg Novi vagy röviden Jadran HN montenegrói vízilabdaklub, székhelye az Adriai-tenger partján álló Herceg Noviban található. A montenegrói élvonalban szereplő egyesületet 1926-ban alapították, hazai mérkőzéseit az igalói Dr. Simo Milošević Intézet fedett sportuszodájában rendezi. Egy 2011-ben kezdődött építési projekt keretében Herceg Novi városa egy tengerparti, teljesen fedhető sportuszodát építtet Škver kikötőrészben.
A csapat a jugoszláv bajnokságot két, a Szerbia és Montenegró-i élvonal küzdelmeit négy, míg a montenegrói bajnokságot két alkalommal nyerte meg, így a Primorac Kotor mellett az egyik legsikeresebb montenegrói vízilabdaklubnak számít.

## Sikerei
Nemzeti
- Jugoszláv bajnokság

Bajnok (2 alkalommal): 1958 és 1959
- Szerbia és Montenegró-i bajnokság

Bajnok (4 alkalommal): 2003, 2004, 2005 és 2006
- Montenegrói bajnokság – Prvenstva Crne Gore

Bajnok (3 alkalommal): 2009, 2010 és 2012
- Montenegrói Kupa – Kup Crne Gore

Győztes (2 alkalommal): 2007 és 2011
Nemzetközi
- Adria-liga

Győztes (2 alkalommal): 2010 és 2011